# Erynnia micida
Erynnia micida là một loài ruồi trong họ Tachinidae.